# Chronologie de l'invasion de l'Ukraine par la Russie (juillet 2025)
Cet article fait partie de la chronologie de l'invasion à grande échelle de l'Ukraine par la Russie et présente une chronologie des événements clés de ce conflit durant le mois de juillet 2025.
Pour les événement précédents, voir Chronologie de l'invasion de l'Ukraine par la Russie (juin 2025)
Pour les événements suivants, voir Chronologie de l'invasion de l'Ukraine par la Russie (août 2025).

## Chronologie des événements

### 1erjuillet
L'armée russe a attaqué l'Ukraine dans la nuit avec 52 drones Shahed iranien et divers types de drones simulateurs. Selon la défense aérienne ukrainienne, 14 appareils ont été abattus par des armes à feu et 33 ont été arrêtés par des moyens de guerre électronique. Trois zones d'impact et une zone de débris ont été enregistrés,.
À la suite d'attaques de drones russes à Zaporijia et dans son rayon, une entreprise industrielle a été incendiée et des maisons privées ont été endommagées.
Au matin, la ville russe Ijevsk, en Russie, a été attaquée par des drones ukrainiens. En particulier, l'entreprise qui produit les drones Harpy A1 et systèmes de défense aérienne Tor pour l'armée russe, a été visé. Cette usine est située à environ 1 300 km de la frontière avec l'Ukraine a été touchée par des drones Lyuty modernisés,,.
La Rada suprême d'Ukraine a adopté le projet de loi n° 13423, qui propose d'introduire une amnistie pour les crimes commis lors de la mise en œuvre des contrats de défense. Les députés proposent d'exclure la responsabilité pénale pour tous les types de crimes si : le crime est commis lors de l'exécution d'un contrat de défense ; est commis par un agent d'une entreprise figurant sur la liste spéciale approuvée par le ministère de la Défense.

Le SBU ukrainien a signalé des soupçons à un commandant de brigade russe et à huit autres Russes qui auraient torturé des civils pendant l'occupation de la région de Kyiv en 2022. Il s'agirait du colonel russe Azatbek Omurbekov, commandant de la 64e brigade de fusiliers motorisés séparée de la 35e armée interarmes de la fédération de Russie et de ses subordonnés. Lors de la prise du village d'Andriyivka dans le district de Buchansky, il a ordonné des répressions contre les résidents locaux pour identifier les participants au mouvement de résistance.
Tard dans la soirée, les forces russes ont bombardé un hôpital de Kherson avec de l'artillerie, blessant huit personnes.
Le président français Emmanuel Macron a eu une conversation téléphonique avec le président de la fédération de Russie pour la première fois depuis 2022. Selon le Kremlin, la conversation était « de nature substantielle ». Le président de la fédération de Russie a déclaré que la guerre russo-ukrainienne était une conséquence de « la politique des puissances occidentales, qui pendant de nombreuses années ont ignoré les intérêts de sécurité de la Russie, ont créé une tête de pont antirusse en Ukraine, ont toléré les violations des droits des russophones [d'Ukraine] et poursuivent maintenant une politique de prolongation des hostilités ». Il a rejeté la possibilité d'un cessez-le-feu en Ukraine et d'un passage à des négociations sérieuses. Le président français en a par la suite informé le président ukrainien, Volodymyr Zelensky,.
L'Ukraine lance un programme conjoint de production d'armes avec des partenaires internationaux dans le cadre du format Ramstein, concernant la création de nouvelles usines en Ukraine et à l’étranger. L'Allemagne financera la production de drones d'attaque à longue portée pour l'Ukraine, capables de frapper des cibles au plus profond de la Russie, soit plus de 500 drones kamikazes An-196,.
Le Premier ministre ukrainien Denys Shmyhal a annoncé que l'Ukraine avait reçu la neuvième tranche du FMI - 500 millions de dollars - pour couvrir ses besoins budgétaires prioritaires.
Les États-Unis ont levé les sanctions contre la banque Russian Financial Alliance, qui appartenait à Ilyumzhinov. Ont également été retirées de la « liste noire » Tempbank, «Mir Business Bank (en) (une entité juridique russe de la banque iranienne Melli Iran), l'entreprise d'État RFK-Bank, l'entreprise d'État fédérale russe Promsiryeimport, l'entreprise d'État russe Rosoboronexport (le seul intermédiaire d'État en fédération de Russie pour l'import/export d'armes), Global Concepts Groups, Global Vision Group, STG Logistics, Maritime Assistance, et d'autres.
La Maison-Blanche a annoncé une pause dans la fourniture de missiles Patriot, de bombes aériennes guidées de 155 mm, d'obus d'artillerie, d'obus GMLRS, de missiles antiaériens Stinger, de missiles AIM-7 et de missiles Hellfire à l'Ukraine. La porte-parole de la Maison Blanche, Anna Kelly, a souligné la nécessité de protéger les capacités de défense nationale,. Les médias américains ont rapporté que l'arrêt des livraisons avait été demandé personnellement par le sous-secrétaire à la politique de Défense Elbridge Colby, et n'en avait informé presque personne au sein du département d'État ou du Congrès.

### 2 juillet
Les forces armées russes ont attaqué le territoire de l'Ukraine dans la nuit avec 4 missiles de défense aérienne S-300 et 114 drones. La destruction de 79 drones a été confirmée, dont 40 ont été abattus par des armes à feu, et 39 neutralisé par des moyens de guerre électronique. Des frappes de drones ont été enregistrées à 14 endroits et des drones abattus sont tombés à 2 endroits,. Kharkiv a été frappé par des drones russes dans la nuit, avec des impacts enregistrés dans le raïon de Novobavarskyi. Un bâtiment administratif et une station de transport public ont été endommagés, sans faire de victime.
Les troupes russes ont attaqué l'oblast de Dnipropetrovsk avec des drones. Une entreprise privée à Kryvyi Rih et une ferme dans le rayon de Samarivskyi ont été endommagées, faisant un blessée.
Vers 18h00, sur la Route M06, près de la ville de Jytomyr, dans le village de Berezyna, plusieurs explosions à grande échelle se sont produites dans deux entreprises. 82 personnes ont été blessées, 38 personnes ont été hospitalisés, dont quatre enfants et un ressortissant japonais.
Dans l'oblast de Koursk, le commandant adjoint de la marine russe, Mikhaïl Goudkov, a été tué.
Des drones ukrainiens ont frappé avec succès, vers 22h00, des dépôts de munitions de l'armée russe dans le village de Velikiy Orekhovo, près de la ville occupée par la Russie de Khartsyzk dans l'oblast de Donetsk.

### 3 juillet
De nuit, les troupes russes ont attaqué l'Ukraine avec 52 drones d'attaque Shahed et des drones simulateurs de différents types : 22 drones ont été abattus et 18 ont été neutralisé par des moyens de guerre électronique. Les Russes ont attaqué Odessa avec des drones, endommageant un immeuble de grande hauteur, endommageant 2 étages et blessant 11 personnes,.
L'oblast de Lipetsk, en fédération de Russie, a été attaquée par des drones ukrainiens. Les explosions se sont produites dans le centre régional et dans la ville de Yelets, où se trouve l'usine Energia, spécialisée dans la production de batteries, notamment pour drones,. Selon les renseignements, des sources d'énergie chimiques pour les bombes UMPK des bombes aériennes russes seraient fabriquées sur ce site.
Vers 9h00, des frappes de drones ont touché un bâtiment à Poltava, tuant 2 personnes et en blessant 11 autres,.
Les troupes russes ont détruit une infrastructure à Konotop, dans l'oblast de Soumy, lors d'une attaque de drone à 10h20.
Dans l'après-midi, les forces russes ont tiré des missiles balistiques à sous-munitions sur les infrastructures portuaires d'Odessa, tuant deux personnes et en blessant trois autres,.
À la suite des bombardements massifs sur l'oblast de Donetsk au cours des dernières 24 heures, huit personnes ont été tuées et 11 autres ont été blessées. Il est à noter que 53 biens civils ont été détruits, dont 17 bâtiments résidentiels. Les Russes ont largué deux bombes KAB-250 sur Bilytske, tuant deux civils et en blessant un autre. Deux personnes ont été tuées et une autre blessée à Pokrovsk.
Dans le centre de Louhansk occupée par la Russie, l'ancien « maire » de l'administration d'occupation, installée par l'agresseur russe, Manolis Pilavov, a été victime d'une explosion et trois autres personnes ont été blessées,.
Les procureurs ukrainiens ont identifié 18 individus impliqués dans la torture ou la surveillance du lieu de détention illégale de civils à Kupiansk, dont les actions ont affecté plus de 110 personnes.
Les présidents des États-Unis et de la Russie se sont entretenus par téléphone. Trump a admis qu’il n’était pas satisfait des résultats de la conversation. « Je suis très déçu par cette conversation. Je ne pense pas qu'il va s'arrêter. Et c'est regrettable. C'est Biden, c'est sa guerre. ».
L'administration Trump annonce la suspension partielle de l'aide militaire américaine à l'Ukraine, invoquant la nécessité de préserver ses stocks stratégiques.
Dans le cadre de la guerre en Ukraine, Eric Schmidt, ancien PDG de Google, annonce qu'il fournira, dans les prochains mois, des drones intercepteurs fabriqués par l'entreprise Swift Beat afin d'établir un bouclier anti-drones au-dessus du pays,,,,.

### 4 juillet
De nuit, les forces armées russes ont attaqué le territoire de l'Ukraine avec : 539 drones de différents types ; 1 missile Kinjal ; 6 Iskander-M/KN-23 balistiques, et 4 Iskander-K de croisière. La principale direction de l'attaque est Kyiv. La défense aérienne a neutralisé 478 appareils, 270 ont été abattus par le feu, 208 ont été perdus sur place : 268 drones ont été abattus, 208 ont été neutralisé par des moyens de guerre électronique. Des impacts ont été enregistrés à 8 endroits (9 missiles et 63 drones) et 33 chute d'objets abattus (fragments) ont été répertoriés. Au moins 23 personnes ont été blessées à Kyiv,. La section consulaire de l'ambassade de Pologne a été endommagée lors du bombardement nocturne de Kiev, sans faire de victimes.
Dans la matinée, des attaques de drones ont été lancées sur Kryvyi Rih, et le nombre de victimes de l'attaque de drones russes est passé à six.
Les entreprises de défense ukrainiennes ouvriront des installations de production au Danemark, selon le ministère des Industries stratégiques de l'Ukraine. Le document signé traite des mesures spécifiques visant à aider les entreprises de défense ukrainiennes à créer de nouvelles installations de production au Danemark. Les deux pays élimineront également les obstacles à la coopération et protégeront les technologies partagées contre toute utilisation abusive grâce à diverses initiatives et projets.
L’Ukraine et la Russie ont procédé à une nouvelle série d’échanges de prisonniers. Il est devenu le huitième d'affilée à la suite des accords de juin à Istanbul. La particularité de cet échange réside dans le retour de soldats ukrainiens qui avaient été condamnés à de longues peines de prison par la Russie. La grande majorité des personnes libérées avaient été capturées en 2022.
Les employés du SBI ont signalé les soupçons à l'encontre de la direction des achats et de l'approvisionnement en ressources matérielles du ministère de la Défense de l'Ukraine, dont les actions auraient causé plus de 2 milliards d'Hryvnia.
Un drone FPV sous-marin « Shrike Special Edition » du bataillon Northern Eagles de la 151e brigade mécanisée ukrainien fait exploser une passerelle,.

### 5 juillet
L'armée russe a attaqué l'Ukraine de nuit avec 48 drones de frappe de type Shahed et des drones simulateurs de différents types. Selon la défense aérienne ukrainienne 12 drone ont été abattus et 29 ont été détruits par des moyens de guerre électronique. Des impacts ont été enregistrés à deux endroits et des débris sont tombés à trois endroits.
À la suite des attaques de drones russes à Tchouhouïv dans l'oblast de Kharkiv, le nombre de blessés est passé à trois. Des maisons privées et des infrastructures ont été endommagées.
Dans la matinée, des drones ukrainiens ont frappé les villes russes d'Engels, dans l'oblast de Saratov, et de Tcheboksary, dans la république de Tchouvachie. Des explosions et un incendie ont été enregistrés dans la zone d'Engels, où se trouve une base d'aviation stratégique à long rayon d'action. Des sources russes ont rapporté que des drones non identifiés ont été abattus au-dessus de Tcheboksary,.
Le président des États-Unis après une conversation téléphonique avec le président ukrainien Volodymyr Zelensky a annoncé sa volonté de reprendre les livraisons de systèmes de missiles antiaériens Patriot à l'Ukraine. Cela s'inscrit dans le contexte de la suspension de l'aide militaire américaine annoncée par Maison-Blanche le 1er juillet.
Au matin du 5 juillet, selon l'état-major général des forces armées ukrainiennes, les pertes des forces d'occupation russes s'élevaient à environ 790 270 personnes (plus de 970 par jour), les équipements suivants ont été détruits : chars d'assaut 22 254, 13 012 véhicules blindés, et 21 876 systèmes d'artillerie.

### 6 juillet
Le pétrolier de la flotte fantôme russe « Eco Wizard » est frappé par deux explosions dans le port d'Oust-Louga, en Russie. 

### 7 juillet
Des drones bombardiers ukrainiens lancés depuis des drones de surface navals ont bombardé, en Crimée, un radar Nebo-M russe, détruisant trois de ses composants.

### 9 juillet
Dans le nuit du 8 au 9 juillet, la fédération de Russie a attaqué l'Ukraine avec 728 drones et 13 missiles, un record depuis le début de l'agression russe, selon l'état-major de l'armée de l'air ukrainienne. Cette dernière affirme avoir intercepté 711 drones et 7 missiles. Les attaques ont particulièrement visé l'ouest du pays, notamment la ville de Loutsk. À la suite de cette attaque, le président ukrainien demande un renforcement des sanctions contre la Russie.
La Cour européenne des droits de l'homme, siégeant en Grande chambre, sa formation la plus solennelle, a rendu quatre arrêts sur des affaires interétatiques intentées par l'Ukraine et les Pays-Bas – pour l'une d'entre elle – contre la fédération de Russie, à la suite du début de la guerre russo-ukrainienne en 2014. Elle a condamné la Russie dans les quatre affaires, reconnaissant que cette dernière a commis des violations flagrantes et généralisées des droits de l'Homme en Ukraine depuis 2014. Parmi ces violations, la Russie a exécuté des « civils et de militaires ukrainiens hors de combat », commis des « actes de torture », des « déplacements injustifiés de civils », des « destructions, pillages et expropriations » et abattu le vol MH17. Lors de la lecture de la décision, le Président de la Cour, Mattias Guyomar, a souligné les éléments suivants :

« les événements en Ukraine sont sans précédent dans l’histoire du Conseil de l’Europe. La nature et l’ampleur de la violence, ainsi que les déclarations préoccupantes concernant le statut d’État de l’Ukraine, son indépendance, et son droit même à exister, représentent une menace pour la coexistence pacifique que l’Europe tient depuis longtemps pour acquise. Comme cela a déjà été expliqué, cette rhétorique dangereuse a parfois été étendue pour viser d’autres États membres du Conseil de l’Europe, dont la Pologne, la Moldavie et les pays baltes. Ces actions, qui suppriment les libertés individuelles, répriment les libertés politiques et marquent un mépris flagrant du principe de prééminence du droit, visent à saper le tissu même de la démocratie sur lequel le Conseil de l’Europe et ses États membres sont fondés. Aucun des conflits dont la Cour a eu à connaître jusqu’ici n’avait donné lieu à une telle condamnation, quasi unanime, du mépris « flagrant » affiché par l’État défendeur pour les fondements de l’ordre juridique international établi après la Seconde Guerre mondiale, ni à l’adoption de mesures aussi claires par le Conseil de l’Europe pour sanctionner le manque de respect par l’État défendeur pour les valeurs fondamentales du Conseil de l’Europe que sont la paix, comme cela a déjà été souligné, mais aussi, et ce n’est pas moins important, la vie humaine, la dignité humaine et les droits individuels garantis par la Convention. »

Dans son arrêt, la Cour ordonne à la fédération de Russie: 

« L'État défendeur doit sans délai libérer ou renvoyer en toute sécurité toutes les personnes qui, sur le territoire ukrainien occupé par les forces russes ou sous contrôle russe, étaient privées de liberté [...] et qui sont toujours détenues par les autorités russes […] doit apporter sans délai sa coopération à la mise en place d'un mécanisme international et indépendant destiné à assurer, le plus rapidement possible et en tenant dûment compte de l'intérêt supérieur des enfants, l'identification de tous les enfants transférés d'Ukraine vers la Russie ou le territoire contrôlé par la Russie »

### 12 juillet
Dans la nuit du 11 au 12 juillet, la Russie a de nouveau lancé 597 drones et 26 missiles selon le président de l'Ukraine. Plusieurs morts sont à déplorer à Tchernivtsi, dans l'ouest de l'Ukraine, et dans les oblasts de Dnipropetrovsk et de Donestk. L'ouest de l'Ukraine a été la plus durement touché, notamment Lviv, Loutsk et Tchernivtsi (deux morts dans un bâtiment résidentiel) selon le Ministre ukrainien des affaires étrangères.

### 13 juillet
Après avoir annoncé, le 3 juillet, la suspension partielle de l'aide militaire américaine, Donald Trump indique que la livraison de systèmes Patriot à l'Ukraine va reprendre.

### 23 juillet
La Defense Security Cooperation Agency (DSCA), avec l'approbation du département d'État (DoS), annonce la reprise du soutien militaire américain.

### 27 juillet
Depuis plus de deux semaines, les premiers robots Colossus, de l'entreprise rochelaise Shark Robotics, envoyés en Ukraine sont désormais opérationnels.

### 31 juillet
Les Forces russes lance des drones, et missiles de croisière sur Kyiv, en territoire ukrainien, tuant au moins 15 personnes, et en blessant plus de 145 autres. et un bloc de tour s'effondre complètement.

## Voir également
- Guerre russo-ukrainienne
- Invasion de l'Ukraine par la Russie
- Chronologie de l'invasion de l'Ukraine par la Russie